# 扬·霍尔佩特
扬·霍尔佩特（德語：Jan Holpert，1962年5月4日—），德国男子手球运动员。他曾代表德国参加1992年、1996年和2000年夏季奥林匹克运动会手球比赛，最好名次为2000年奥运会的第五名。